# 엘돈 하모스
엘돈 아우구스투 알메이다 하모스(포르투갈어: Héldon Augusto Almeida Ramos, 1988년 11월 14일 ~ )는 흔히 엘돈(Héldon) 혹은 별명인 뉴크(Nhuck)로 잘 알려진 카보베르데의 축구 선수로 포지션은 공격형 미드필더이며 2013년 아프리카 네이션스컵 8강 진출의 주역이다.

## 선수 경력

### 클럽
스페인 클럽으로 임대 이적한 2015년을 제외하고 선수 대부분을 포르투갈에서 보낸 하모스는 2007년 CF 카니살에 입단하며 프로에 입문했고 입단 첫해 21경기에 출전했지만 단 1골도 기록하지 못했다.
2008년 CD 파티마로 이적하여 2010년까지 활약하면서 55경기 15골을 기록했고 2010년 포르투갈 프리메이라리가의 CS 마리티무로 이적하여 2014년까지 108경기 21골을 기록하며 개인 최다 출장수 및 최다 득점 기록을 경신한 것은 물론 2011-12 시즌에서 팀의 역대 1부 리그 최고 성적인 5위의 성적과 함께 2012-13년 UEFA 유로파리그 64강 조별라운드 진출에 이바지했다.
그리고 2014년 명문 구단인 스포르팅 CP로 이적하여 2018년까지 몸 담았지만 단 14경기에서 2골에 그치는 아쉬움을 남겼고 2015년 스페인의 코르도바 CF로 잠시 임대 이적했지만 14경기에서 1골도 넣지 못했으며 같은 해 히우 아브 FC 임대 이적을 통해 다시 포르투갈로 돌아왔으나 2017년까지 60경기에서 단 7골을 뽑아내는데 그쳤다.
그리고 2017년 비토리아 SC로 3번째 임대 이적하여 2018년까지 34경기에서 6골을 기록했으며 2018년 사우디 프로페셔널리그의 알타아원 FC로 이적하면서 처음으로 아시아 무대에 진출하여 2020년까지 활동하며 2019년 사우디아라비아 국왕컵 우승, 사우디 슈퍼컵 준우승의 성과를 남겼다.
이후 2020-21 시즌에서는 UAE 프로리그의 샤바브 알아흘리 클럽 소속으로 1시즌을 소화하며 리그 3위, UAE 프레지던트컵 우승, UAE 리그컵 우승을 경험한 후 2021-22 시즌에는 사우디 2부 리그의 알오루바 FC에서 활동하며 팀의 2부 리그 잔류에 일조했다.

### 국가대표팀
2008년 10월 11일 탄자니아와의 2010년 FIFA 월드컵 아프리카 지역 2차 예선 1조 6차전에서 국제 A매치 데뷔전을 치렀고 팀은 이 경기에서 1-3으로 패했다.
이후 2009년 9월 3일 몰타와의 친선 경기에서 A매치 데뷔골을 신고했으며 앙골라와의 2013년 아프리카 네이션스컵 본선 D조 조별리그 최종전에서 후반 종료 직전 결승골을 터뜨리며 팀의 사상 첫 메이저 대회 본선 8강 진출에 힘을 실어줬으며 2015년 아프리카 네이션스컵 본선에도 출전했지만 팀은 3전 전무로 아쉽게 2회 연속 8강 진출이 좌절됐다.

## 수상

### 클럽
알타아원 FC
- 사우디아라비아 국왕컵 : 우승 (2019)
- 사우디 슈퍼컵 : 준우승 (2019)

 샤바브 알아흘리 클럽
- UAE 프로리그 : 3위 (2020-21)
- UAE 프레지던트컵 : 우승 (2020-21)
- UAE 리그컵 : 우승 (2020-21)